# 독일의 최저임금
독일의 최저임금은 2015년 1월 1일부터 8.5유로로 측정되었다.

## 독일의 최저임금 도입전
1. 업종별 노조가 기업과의 협상을 통해 업종별 최저임금을 정해왔다.
2. 노조와 기업간의 문제가 발생시 노조의 파업으로 인해 임금 협상/근로 환경을 개선하였다.

## 최저임금을 도입하게 된 계기
첫번째 이유로는, 노조의 힘이 감소하게 되었다. 유로존에서 독일의 시장이 가장 활발하고 경기가 좋기 때문에 노동시장의 수요가 증가하였다. 대부분의 노동자들은 독일인이 아닌 외국인들이였으며 노동시장의 수요가 증가하자 기업들은 노조를 이끄는 독일인들과 비싼 임금을 받고 일하는 직원들 대신 적은 임금을 주고 외국인 노동자들을 체용하였다. 이러한 결과는 노조의 힘을 감소 시켰으며 이로 인해 임금협상을 제대로 할 수 없으며 노조의 파업이 잦아지고 국가 경제에 영향을 미치게 되었다. 실제로 독일은 파일럿 등 항공 관련 파업, 철도 노조 관련 파업, 우체국 관련 파업 등 큰 파업들이 자주 일어나는데 이런 일이 일어날 때마다 시민들은 이성적으로 동의하지만 불편을 감수해야 하는 것이 사실이다.
두번째, 사회 취약층들의 문제점이다. 즉 외국인 노동자들과 저소득층들을 뜻하는데 이들은 보통 사람들의 대우를 받지 못하고 삶을 위한 최소한의 임금 조차 받지 못하였다. 독일인보다 외국인들이 복지의 사각지대에 놓이는 경우가 많다.
마지막으로 하르츠 IV에 대한 문제점이다. 하르츠 IV 제도는 일종의 실업자가 받는 서비스로 국가가 실업급여도 주고 일자리도 알선해주는 정책이다. 독일 연방 잡센터의 2013년 통계에 따르면 2012년 연평균 약 320,000가구가 하르츠 IV를 굳이 필요하지 않은 환경에서 지급을 받았다고 한다. 이들의 월평균 수입은 약 800유로 이상이였으며 이 수치는 2009년에 비해 약 20,000가구가 더 늘어난 수치이다. 이들 중 절반 가까운 사람들이 실업 급여도 타가면서 미니잡(부업으로 주 15시간 일하고 월 450유로 미만의 임금을 받는것/해당임금은 면세가 됨(약 450유로))이라 불리는 소일거리를 하고 있었다. 꼼꼼하지 못한 정부의 제도 때문에 지급받지 않아야 하는 사람들이 실업급여도 받고 소일거리도 하며 넉넉한 삶을 지낼수 있었다. 국가와 정부는 이러한 문제점을 해결하기 위해서 최저임금을 도입하여 저임금 근로자의 임금을 올려주고 하르츠 IV같은 실업급여 대상자가 빠져나게 함으로써 쓸데없는 지출을 막는 방향으로 제시하였다.

## 최저임금의 도입의 긍정적 효과
언론들과 최저임금제의 도입에 대해 부정적/비판을 한 사람들의 가장 큰 이유는 최저임금제가 노동자의 실업대란을 불러 일으킬것이다라는 것이다. 하지만 예상과 달리 실업대란은 일어나지 않았으며 실업률 또한 도입전과 유사한 추세를 보였다.
2015년 도입된 '최저임금제'가 소비 열풍의 진원지가 되었다. 소비 심리가 살아나 소비 성향이 지난 2001년 이후로 최고치를 기 정도로 최저임금 제도의 도입은 경제적인 면에서도 긍정적인 효과를 불러 일으킨다.

## 최저임금의 도입의 부정적 효과
미니잡센터의 따르면 최저임금제의 도입으로 인해 독일의 약 230,000개의 미니잡, 즉 소일거리가 사라졌다. 그리고 앞으로 약 900,000개의 미니잡들이 없어질것으로 내다보고 있다. 대부분의 소일거리들이 최저임금 제도에 적용되었기 때문이다. 뿐만 아니라 기업의 인건비 부담감 또한 증가하였다. 특히 증소기업같은 기업들은 늘어난 인건비에 위기를 맞기도 한다.

## 다른 문제점들
거의 대부분의 독일인들은 다른나라들에 비해 적은 최저임금에 대해 불만을 나타내고 있다고 한다. 룩셈부르크의 최저임금은 11.12유로, 프랑스의 최저임금은 9.61유로이다.
아직까지 적용받지 못하는 직업들이 있다. 대표적인 직업이 바로 시즌제 노동자이다. 이들은 일년에 몇달씩만 일하는 농부들이기 때문에 최저임금제에 적용받지 못하였다. 물론 2018년부터는 모든 직업에서 최저임금이 적용되지만 그때까지는 해당되지 않는 직업군이다.
기독교민주당(CDU)과 기독교사회당(CSU)에서는 최저임금제를 수정 할 필요성 느끼지만 독일노총(DGB)는 반발하고 있다. 최저임금제가 도입된지 불과 1년밖에 되지 않았기 때문에 아직까지는 수정해야 하고 고칠게 많은 제도인건 분명하다는 의견들은 많다.